# درة ماري شبليز (باتاوة)
درة ماري شبليز (بالفارسية: دره ماری شبلیز) هي قرية تقع في إيران في قسم باتاوة الريفي. يقدر عدد سكانها بـ 30 نسمة بحسب إحصاء 2016.